# Lya Barrioz
Ligia Barrios, hay còn gọi là Lya Barrioz, là một ca sĩ, nhà sản xuất, nữ diễn viên và một nhà hoạt động môi trường Nicaragua, đồng sáng lập của S.O.S. BOSAWAS (một phong trào màu xanh lá cây ủng hộ cho một trong những khu dự trữ sinh quyển quan trọng nhất thế giới: Bosawás, nằm ở Nicaragua).

## Tiểu sử

### Ca sĩ
Barrioz đã thực hiện các bước nghệ thuật đầu tiên của mình vào năm 1989 khi cô giành vị trí thứ 3 và "Most Applauded Song" trong Festival de la Canción Romántica Nicaragüense "Rafael Gastón Pérez".
Năm 1992 Barrioz trở thành ca sĩ chính của ban nhạc Nicaragua Macolla, nơi cô hát trong gần 4 năm. Với ban nhạc này, Barrioz đã thu âm hai đĩa CD, Sueños (Dreams) và Bailarlo Contigo (Dance it with you), được ký và phân phối bởi hãng Sony Music. Barrioz cũng giữ kỷ lục quay video đầu tiên ở định dạng phim trong lịch sử Nicaragua với Macolla, "Sólo Soy" (I Only Am).
Năm 1997 Barrioz cho ra mắt đĩa CD đầu tiên của cô với tư cách nghệ sĩ solo, Razones Prohibidas (Forbidden Reasons), tất cả các bài hát được sáng tác và sản xuất bởi Pierre Pierson). Sau đó, cô tiếp tục đại diện cho Nicaragua tại "Lễ hội Internacional de la Canción OTI 2000" tại Acapulco, Mexico.
Barrioz đã hát bộ đôi với người bắt chước Dominica nổi tiếng Julio Sabala; Hernaldo Zúñiga, nhà soạn nhạc của nhiều hit quốc tế được thu âm bởi các ngôi sao Latin như Pandora (nhóm nhạc) và Manuel Mijares; người chiến thắng đa giải Grammy Luis Enrique được gọi là "el Príncipe de la Salsa" (Hoàng tử Salsa)., và Álvaro Torres - "El romántico de América" 
Thông qua sự nghiệp Barrioz đã có nhiều lời mời tham dự các sự kiện quốc tế và quốc gia như "Teletón de Costa Rica", "Teletón de Nicaragua", "Voces Unidas của Nicaragua", "¡Qué Viva la Tradición!" và "Homenaje a Los Beatles". Cũng như lễ khánh thành của Conch Acoustic ở Managua và "Casino del Sol".
Năm 2006 Barrioz được mời bởi nhà vô địch quyền anh Nicaragua, Ricardo Mayorga, để hát Quốc ca Nicaragua, Salve a ti, Nicaragua, trong vòng boxing trước khi chiến đấu với Oscar de la Hoya.

### Nữ diễn viên
Barrioz xuất hiện lần đầu với vai trò nữ diễn viên năm 2006 trong phim ngắn Brisa Nocturna ("Night Breeze") của Rossana Lacayo. Brisa Nocturna đã thi đấu tại hơn 20 liên hoan phim độc lập quốc tế và đã giành được các giải thưởng sau: "Nữ diễn viên xuất sắc nhất" tại Liên hoan phim ngắn San Francisco, "Hướng nghệ thuật xuất sắc nhất" tại Festival de Cine de Granad  và "La Réalisation Intégrale" tại "Liên hoan du Cinéma de Bruxelles".